# Zinnia grandiflora
Espèce
Zinnia grandiflora est une espèce de plantes à fleurs de la famille des Asteraceae originaire des États-Unis et du Mexique.
Synonyme
- Crassina grandiflora (Nutt.) Kuntze

## Description morphologique

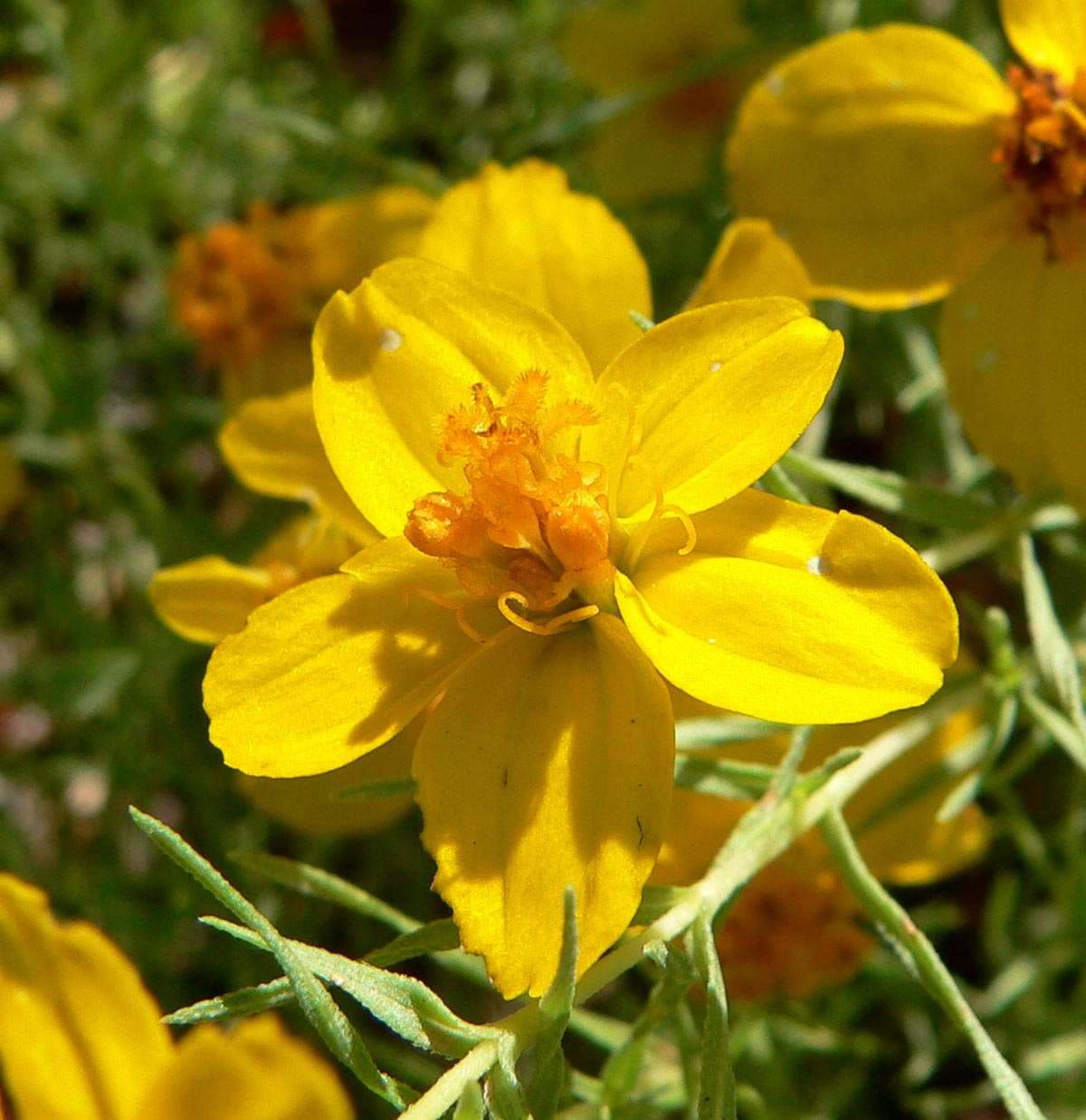
Détail de l'inflorescence de Zinnia grandiflora.

### Appareil végétatif
Cette plante forme de petits buissons bas de 7,5 à 22,5 cm de hauteur, arrondis, aux rameaux courts et un peu ligneux. Les feuilles, qui mesurent environ 2,5 cm de long, sont opposées, étroites, et présentent 3 nervures à leur base.

### Appareil reproducteur
La floraison a lieu de juin à octobre.
L'inflorescence est un groupe de capitules de couleur jaune ou jaune-orangé. Chaque capitule mesure 2,5 à 3,8 cm de diamètre. Il est composé de 3 à 6 fleurons ligulés très larges et de forme arrondie entourant un centre constitué de fleurons tubulaires orange-rougâtre à brun-verdâtre. Ce capitule est précédé de bractées se superposant et à l'extrémité arrondie et translucide.
Le fruit est un akène qui présente 1 ou 2 épines à son sommet.

## Répartition et habitat
Cette plante vit au sud-ouest des États-Unis et au Mexique. Sa limite nord va de l'Arizona au Colorado et au Kansas.
Elle pousse dans les plaines et déserts arides.